# 锅

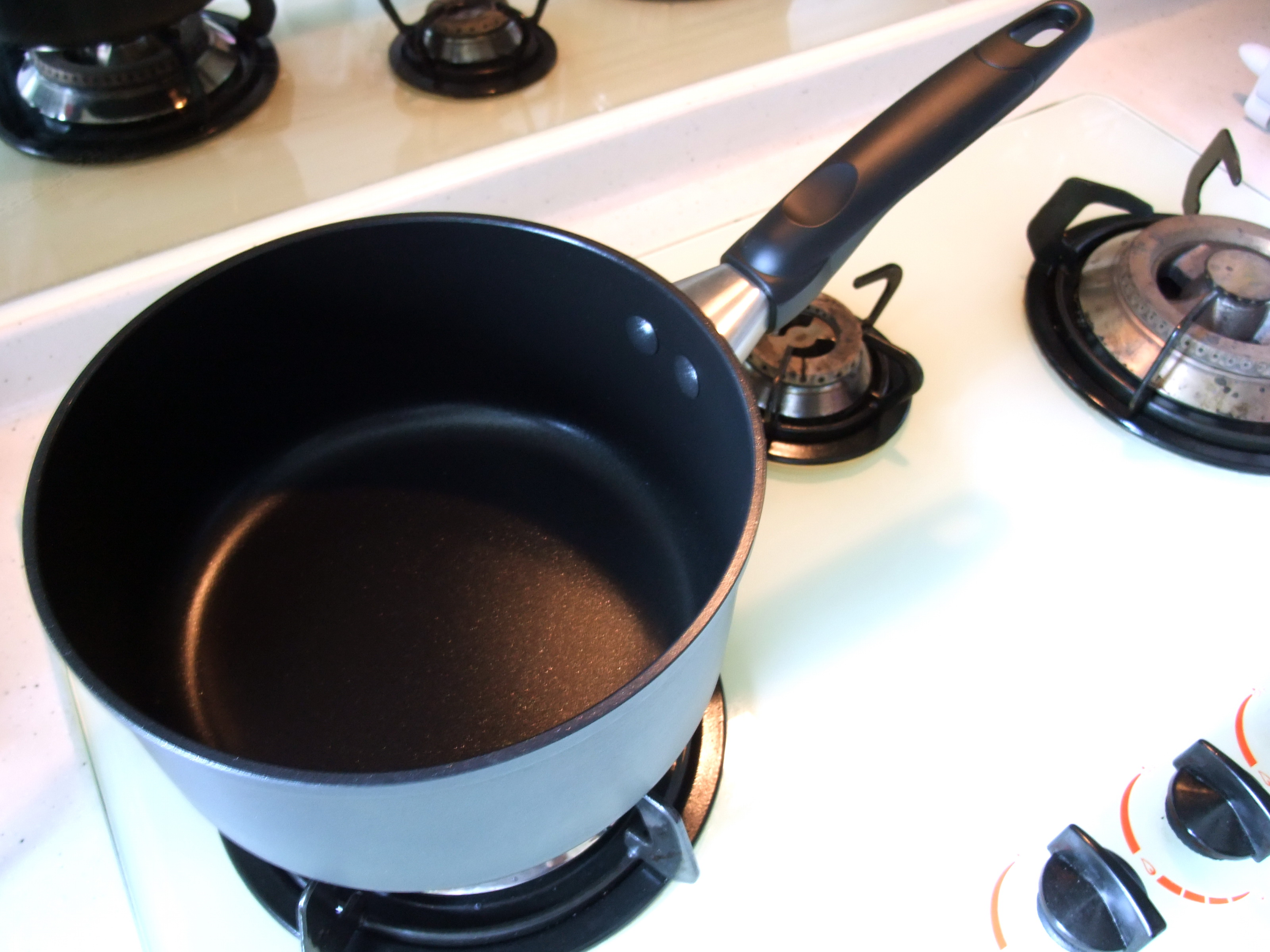
鋁合金易潔柄煲

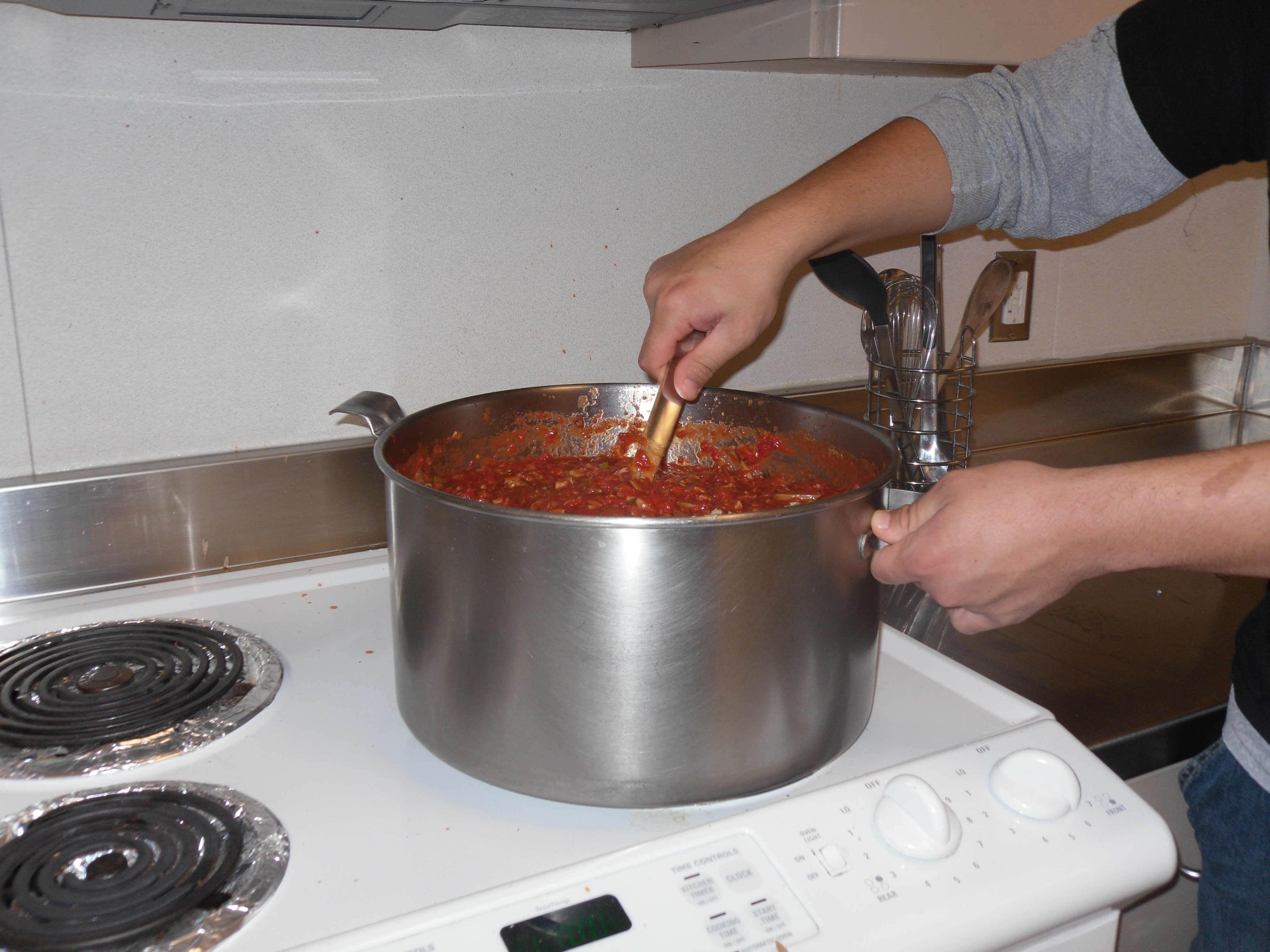
鋼煲

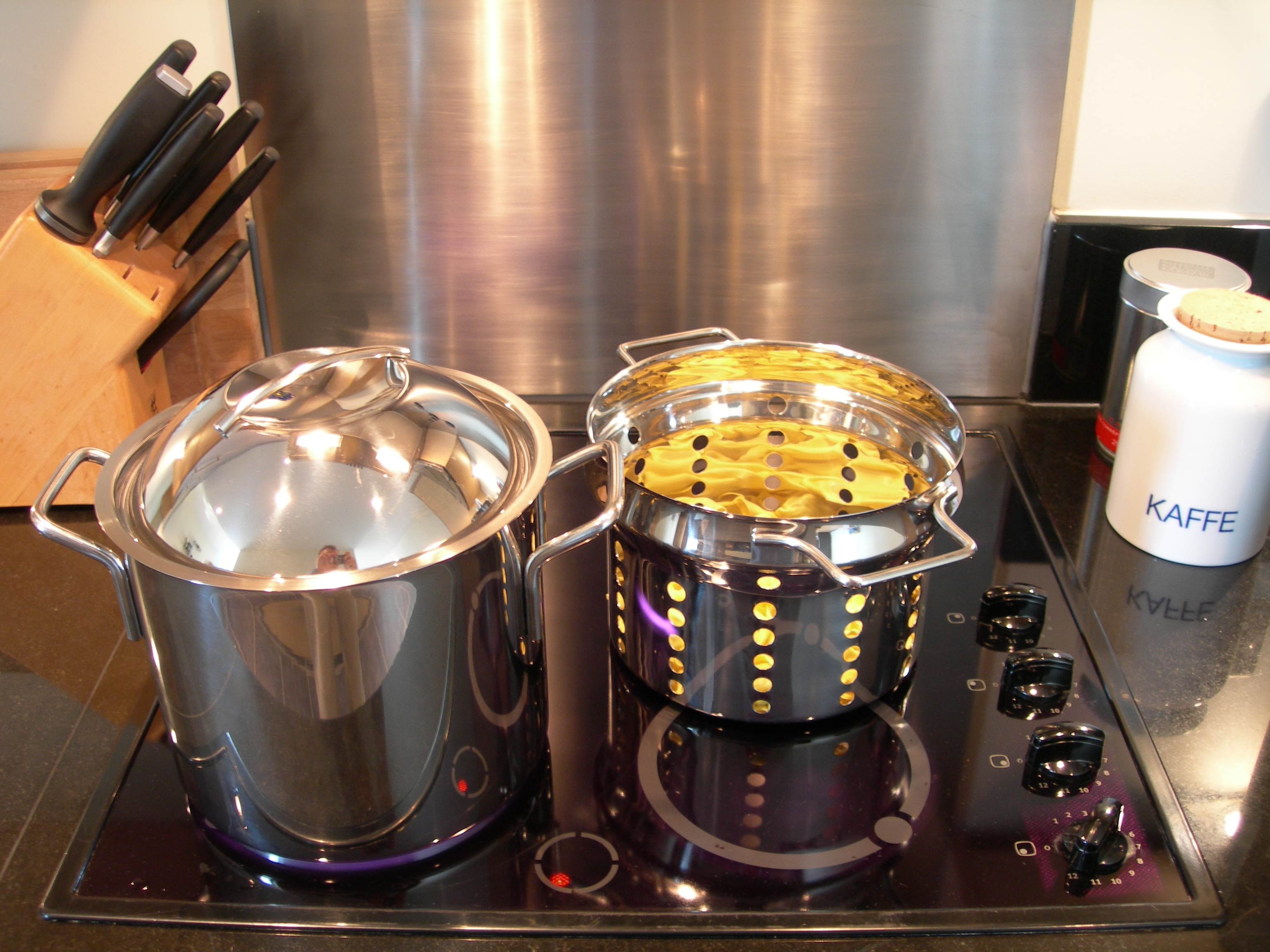
義大利麵專用鍋

锅又稱鼎、鑊，粵語稱作煲。是炊具的一大類，有多種材質和形狀作不同烹調方法。常見的类型包括有煮锅、炒锅等等。將食材放在鍋內隔火加熱，並且以煎、煮、炒、炸等方式烹調食物。一般稱為「鍋」的時候，除了用以稱呼鍋子的種類之外，也用來稱呼以鍋子烹煮的菜名，例如回鍋肉。